# Melas Chasma
Melas Chasma é um cânion em Marte, o segmento mais largo do sistema de cânions Valles Marineris, localizado a leste de Ius Chasma a 9.8°S, 283.6°E. Melas Chasma corta por entre depósitos em camadas os quais se especula ser sedimentos de um antigo lago que resultou do escoamento da rede de vales a oeste. Outras teorias incluem depósitos de sedimentos transportados pelo vento e cinzas vulcânicas.  Uma evidência para a existência de água abundante no passado em Melas Chasma é a descoberta pela MRO de sulfatos hidratados.  Além disso, óxidos de ferro e enxofre foram detectados pelo mesmo satélite. 
O leito de Melas Chasma é composto por um material massivo 70% mais jovem, supostamente cinzas vulcânicas transformada pelo vento em formações eólicas. O leito de Melas Chasma também contém  um material rígido proveniente da erosão das encostas do cânion. Ao redor das extremidades de Melas uma grande quantidade de materiais de deslizamentos também é encontrada.  Esta é ainda a parte mais profunda do sistema de Valles Marineris atingindo 11 km em relação à superfície circundante, deste ponto até os canais de escoamento há uma inclinação ascendente de 0.03 graus rumo às planícies do norte, o que significa que se os cânions fossem preenchidos por algum fluido, formaria-se um lago com a profundidade de um quilômetro antes que o fluido escoasse para as planícies do norte.
A profundidade deste cânion sugere que esta localidade pode ser o melhor sítio para a instalação de um posto avançado tripulado, levando em conta que aí se encontra a maior pressão atmosférica natural de Marte. A radiação equatorial solar e o acesso à água seriam pontos favoráveis adicionais para a escolha desta opção.